# Anja Juliette Laval
Anja Juliette Laval (Alemania Federal; 6 de junio de 1981) es una actriz pornográfica alemana, ya retirada, que también ha utilizado los nombres artísticos de A. Laval, Juliet Anja Laval, Schwester Anja y Anja Juliette.

## Biografía

### Inicios
Es originaria del este de Alemania y en 1997 se trasladó con su novio a Renania del Norte-Westfalia

### Carrera en el porno
Tras experiencias en intercambio de parejas, entró en la industria pornográfica en 2001 al firmar con la productora Magmafilm. Al principio sólo actuaba en escenas lésbicas y en escenas con su ahora exnovio. Sin embargo, más adelante participaría en escenas heterosexuales con otros actores.
En 2003, fue reconocida con el premio European X Awards como Mejor Actriz Alemana de Cine Adulto. Ese mismo año anunció que dejaba la pornografía y se retiraba completamente de la industria.

## Filmografía
2001:
- Unschuldig Mit 18.
- Anja & Conny: Wilder Sex In Fremden Betten.

2002:
- Die Verfickte Praxis (como "Schwester Anja").
- Teeny Car Wash Center.
- Ein Sommertagstraum (como "Anja Juliette") - Locas vacaciones en Ibiza.
- Sexy Weekend: After Workparty.
- Die Magma-Pornoparty (Piu Porche Di Cosi!.
- Klinik Der Lust (Infermiere Del Cazzo) - Enfermeras Muy Cañeras.
- Hotel Fickmichgut.
- Der Fluch des Scheichs.
- Carmens Sexwelt - Einladung zum geilen Ficken.
- Au-Pair-Teenies.
- Anjas Verfickte Schultage
- Anja Juliette Laval: Private Collection.
- Die 8. Sünde (Le 8ème Péché Capital).
- 2002 Wilde Sex-Nächte.

2003:
- Oder.
- Der Megascharfe Waschsalon.
- Anal Kommando.
- Tyra Misoux… Süß Wie Schokolade...
- Neue Sklaven Für Die Domina.
- Naturgeile Mitarbeiterinnen / Print Shop Pussy - Naturgeile Mitarbeiterinnen.
- Ohne Bockschein Darf Kein Bock Rein! (Il Prezzo).

2004:
- Anja Juliette Laval: Die Unschuldige Schönheit.
- Der Star-Schnitt.
- Sperma-Lutscher.
- Magma's Superheiße Star Revue.
- Deutsche Film-Diva In Wahrheit Porno-Star.
- Lollipops 16.
- Das Beste Von Renee Pornero.